# Червеноопашата катерица
Червеноопашата катерица (Sciurus granatensis) е вид дребен всеяден гризач от семейство Катерицови (Sciuridae), разпространен в Централна и Южна Америка.

## Разпространение
Разпространена в район обхващащ страните Коста Рика, Панама, Колумбия, Еквадор, Венецуела и Тринидад и Тобаго. Обитават различни райони включващи редки гори до гъсти тропически райони.

## Подводове
Известни са около 32 подвида:
- S. g. granatensis
- S. g. agricolae
- S. g. bondae
- S. g. candalensis
- S. g. carchensis
- S. g. chapmani
- S. g. chiriquensis
- S. g. chrysuros
- S. g. ferminae
- S. g. gerrardi
- S. g. griseimembra
- S. g. griseogena
- S. g. hoffmanni
- S. g. imbaburae
- S. g. llanensis
- S. g. manavi
- S. g. maracabensis
- S. g. meridensis
- S. g. morulus
- S. g. nesaeus
- S. g. norosiensis
- S. g. perijae
- S. g. quindianus
- S. g. saltuensis
- S. g. soederstroemi
- S. g. splendidus
- S. g. sumaco
- S. g. tarrae
- S. g. valdiviae
- S. g. variabilis
- S. g. versicolor
- S. g. zuliae